# Unlucky Morpheus
Unlucky Morpheus（アンラッキーモルフェウス）は、日本のメロディックスピードメタルバンド。通称はあんきも。

## 解説
2008年結成。ボーカルFukiと、ギター紫煉（しれん）の二人が出会って始めたプロジェクト。
当初はFukiと紫煉でアニメソングや同人作品東方Projectの楽曲アレンジカバー、DTMでの音源制作が主な活動である音楽同人サークルであったが、徐々に今のバンド形態に変化し、近年ではオリジナル楽曲を手掛け活動の幅を広げている。メンバーの超絶技巧を生かしたメロディック・メタルを基調としつつ、ゲーム音楽やアニメソングからの影響を取り入れた独自のスタイルで活動中。
挑戦の姿勢を楽曲の研究にも向け、2018年には「CADAVER」と「REVADAC」と云う反転曲を発表。逆再生させると互いの曲に成るという世界初の試みにも挑戦している。

### Unholy Orpheus
チルドレン・オブ・ボドムから影響を受けていた紫煉の『自分なりのメロディック・デス・メタルのアルバムを作ってみたい』との思いから、Fuki以外のメンバーと結成したメロディック・デス・メタル・プロジェクト。同プロジェクトのボーカルは紫煉によるデス・ボイス（スクリーム・ボイス）が主体であるため、Fukiはプロジェクトの正式メンバーとしては参加していないが、2024年5月に発売した1stアルバム『what is DEATH?』収録の「TRAUMATA」にはゲスト・ボーカルとして参加している。

## バンド名の由来
バンド名をどうするか問われた際、Fukiが言った「じゃあ”通り名はあんきも”で」に始まり、そこからそれっぽい名前を捻り出して命名。これは、バンド名を決める際に当時流行っていた『短縮された通り名を決め、それらしいバンド名を後で無理やりこじ付ける』手法で命名された。

## メンバー
紫煉（しれん）/ 旧名義：平野幸村（ひらのゆきむら）
- ギター/作曲/アレンジ/スクリーム/プログラミング/コーラス担当[1]。Unlucky Morpheusのリーダー。2015年4月1日より、Unlucky Morpheusの活動においても名義を平野幸村から紫煉へと変更[4]。
- 3月10日生まれ（うお座）/ AB型 / 神奈川県出身 / 身長170cm[5]。
- 影響を受けたバンド・ミュージシャンにX JAPAN、ANGRA、Yngwie Malmsteen、Children of Bodom、LOUDNESS、Steve Vai、Pat Metheny、植松伸夫等を挙げている[6]。初めてコピーしたロックの楽曲はX JAPANの「紅」[5]。
- 幼少期にはピアノを習っており、中学校では吹奏楽部でトランペットを吹いていた。

- 高校受験の際にX JAPANと出会い、受験終了後にギターを始める。高校卒業後には音楽学校のMI JAPANに通い、10代の頃からギターのコンテストにて上位常連の技巧派ギタリストに。ギター以外にもトランペット、デスヴォイスなどもステージで担当し、鍵盤楽器、クラブダンスもする。

- 作曲活動については、閃き型と云うより、理論的にテーマやコンセプト、魅せ方などを企画し創作する。2016年末より腕の腱鞘炎の症状に悩まされており、ライブではギタースタンドを使用し、曲によってはギターソロのみ演奏し、それ以外のパートは仁耶に任せてスクリーミングに専念することもある。

- 過去に妖精帝國やBABYMETALの神バンドに参加していた。

Fuki（ふき） / 旧名義：天外冬黄（てんげふゆき）
- ボーカル/作詞/コーラス/web・メディア担当。明確な宣言はされていないが、Blu-ray『Lunatic East 2019 TOUR FINAL』よりクレジットの名義を天外冬黄からFukiへ変更。
- 6月9日生まれ（ふたご座）/ O型 / 東京都出身 / 身長160cm[5]。
- 影響を受けたバンド・ミュージシャンに陰陽座[6]、瞬火、黒猫、ASKA、松本隆を挙げている。初めてコピーしたロックの楽曲はSIAM SHADEの「せつなさよりも遠くへ」、LUNA SEAの「BELIEVE」[5]。
- 運動少女だった中学時代にX JAPAN、陰陽座と出会いバンドに目覚める。マイク要らずの声量を生かした迫力の歌声を持ち、楽器や雑音に負けずに、自分の歌声を観客に届ける自信が有る。
- 当初は素直でストレートな歌い方だったが、ハイトーンと高音のビブラートを武器とする迫力のある歌い方に変化してゆき、嬢メタルのトップに数えられるようになる。
- かわいいものをこよなく愛し、サンリオの年間パスを所持し、通うほどである。怪盗ジョーカー/テラフォーマーズ リベンジ/イケメン革命/W'z 等の主題歌を歌う。
- 杉野服飾大学短期大学部を卒業していて服飾の造詣が深いため、ステージ衣裳全般の監修をしている。
- 漫画家になりたかった事からも絵は上手く、魅せる書道もCDジャッケットにするなど、非常に器用で何でも出来る姉御だが、解凍出来るかも分からない冷凍食品をスタジオに弁当として持ち込むなど、漢らしい振る舞いも目立つ。

仁耶（じんや）/ 旧名義：炭酸（たんさん）
- ギター担当。2015年4月1日より活動名義を炭酸から仁耶へ変更[7]。
- 7月8日生まれ（かに座） / A型 / 栃木県出身 / 身長170cm[8]。
- 影響を受けたバンド・ミュージシャンにPaul Gilbert、Steve Vai、Nuno Bettencourtを挙げている。初めてコピーしたロックの楽曲は(リフのみであれば)DEEP PURPLEの「Smoke On The Water」[8]。
- 幼少期に知り合いのお兄さんに憧れてギターを始める。初心者時代は、もっぱらインターネット上の集会所にてギターの練習に励んだ。ほぼ独学にてギターを練習し、友人と度胸試しと舞台感を養う為、ライブハウス活動も定期的に行っていた。将来のプロ趣向も無く、音楽は趣味の一環から出ないと漠然と考えていたが、高校在学中には、別バンドでUnlucky Morpheusと対バンした際にリーダー紫煉の目に留まり、加入することになる。
- ポール・ギルバートから最も影響を受けたと公言している技巧派ギタリストだが、天然であり、それゆえの素行をメンバーからあざといと突っ込まれる事が多い。

Hiroyuki Ogawa / 旧名義：小川洋行（おがわ ひろゆき）、小川くん
- ベース担当。明確な宣言はされていないが、Blu-ray / LIVE CD『"XIII" Live at Toyosu PIT』よりクレジットの名義を漢字表記からローマ字表記へ変更。
- 3月24日生まれ（おひつじ座） / 血液型不明 / 北海道旭川市出身 / 身長173cm[8]。
- 影響を受けたバンド・ミュージシャンにLUNA SEA、MR. BIGを挙げている。初めてコピーしたロックの楽曲はLUNA SEAの「TIME IS DEAD」[8]。
- ジャズ・ファンク・ロックにバックボーンを持つ。リーダー紫煉とは音楽学校 MI JAPANで出会い、確かなベースプレイを見込まれあんきものライブに誘われる[6]。ヘヴィメタル志向ではないが、同期のよしみで助っ人的にバンドに参加。その割にボーカルFukiとリーダー紫煉が不出場のライブにも参加し、なぜかライブ皆勤賞の称号を得て、影の支配者として君臨する。
- TRICK BOX、THE CHARM PARKでも活動。

FUMIYA(ふみや)
- ドラムス担当。
- 12月18日生まれ（いて座） / AB型 / 北海道川上郡弟子屈町出身 / 身長168cm[8]。
- 影響を受けたバンドにX JAPAN、LUNA SEA、ROUAGE、DIR EN GREY、MALICE MIZER、SEX MACHINEGUNS、SIAM SHADE、Janne Da Arc、SLAYER、HELLOWEEN、DARKANE、ANGRA、DREAM THEATER、Lamb of God、SikTh、System Of A Down、Strapping Young Ladを[6]、影響を受けたミュージシャンにピーター・ウィルドアー、マイク・ポートノイ、アキレス・プリースターを挙げている[8]。初めてコピーしたロックの楽曲はLUNA SEAの「STORM」[8]。
- 愛称はふ～みん/ふみーん。中学時代、実家に在ったドラムを使っていないのなら譲ってほしいと話が出た際、音楽に興味を持っていたFUMIYAが「じゃあ俺が叩く」と、一念発起して始める。
- 実はこのドラムは、X JAPANのファンの姉がYOSHIKIに憧れてフルセットのドラムを購入するも、演奏する事なく家の肥やしとなっていたものだった。楽器屋も無い町での音楽活動はままならず、CDやスティックを買うのも、北海道で距離の離れた街まで、まとめて買い出しに行くしかなく、モチベーションが高くないと音楽はできない環境に在って、より音楽にのめり込んだ。
- 高校卒業と共に、単身東京に上京。現在はAlternation of GenerationsとUnlucky Morpheusに注力して活動をしている。

Jill (ジル)
- ヴァイオリン担当。
- 2月17日生まれ（みずがめ座） / A型 / 長野県長野市出身 / 身長155cm[8]。
- 影響を受けたバンド・ミュージシャンにX JAPAN、ミューズ、マリリン・マンソン、リンキン・パーク、L'Arc〜en〜Cielを挙げている[8]。初めてコピーしたロックの楽曲はDREAM THEATERの「ダンス・オブ・エタニティ」[5]。
- 幼少期よりヴァイオリンを極め、東京藝術大学に進学[6]。国内外のコンクールにて多くの受賞経験を誇る。
- 実兄のLouieとAbout Rose Noireを2人が東京藝術大学在学中に結成。
- ライブで一緒になった際に紫煉からオファーを受け、Unlucky Morpheusに参加。Jillの加入により楽曲に厚みが増し、バンドが一皮剥ける起爆剤となった。ライブではそのゴシックな見た目に反し、ヘドバンしながらヴァイオリンを演奏するなど、ロックな一面がみられる。
- YouTubeに投稿した「進撃の巨人「紅蓮の弓矢」バイオリンで弾いてみた」動画は、320万再生を超える。ギター仁耶と同様に天然で、エピソードに事欠かない。
- 2024年より、ヴァイオリニストの星野沙織（soLi）との2人組ユニット「TONERICO」としても活動[9]。

歌澄（かすみ）/ 別名義：電子レンジ剛志 東京都出身
| ボーカル、コーラス、バンド運営（首脳陣２）、マネージメント、移動車両運転 |
| 男性離れしたハイトーンボイスを駆使して観客を魅了する第2のボーカリスト。Unlucky Morpheusの姉妹サークルであるIcarus'cryのボーカリストでもあり、ライブではIcarus'cryの曲を歌うことも少なくない。 お祭り男として認識されており、ライブではコスプレも披露する事が有る。基本的には助っ人的な扱いでの出演になり、ツインボーカルとしてのみの出演や、そもそも出演しない場合もある。 ライブハウスのブッキング等、裏方仕事も担当しており、歌澄抜きではツアーは困難であるとメンバーの意見が一致している。 |

## 略歴

### 2008年
- 4月3日 - 紫煉、天外冬黄の制作した「God knowsをメタルにして歌ってみた[10]」をニコニコ動画に投稿。あんきもの前身となる活動と言える。[6]
- 10月3日 - M3にてUnlucky Morpheusとして初の作品「Hypothetical Box」をCD-Rでリリース。[6]

### 2009年
- 3月8日 - 東方神社例大祭にて初のプレスCD「REBIRTH」をリリース。[6]
- 10月12日 - 田町CUBEにて初ライブ。[6]

### 2011年
- 1月6日 - Shibuya O-EAST(現:Spotify O-EAST) にて「冬の味覚食べ歩きファイナル〜Lunatic East」を行う。[6]

### 2012年
- 5月12日 - Zepp DiverCity(TOKYO) にてライブイベント「フラワリングナイト2012」出演。[6]

### 2013年
- 11月16日 - 川崎CLUB CITTA'にてライブイベント「フラワリングナイト2013」出演。[6]

### 2014年
- 8月16日 - 初のオリジナルアルバム「affected」をリリース。[6]

### 2015年
- 6月5日-6日 - 沼袋サンクチュアリ(現:沼袋Section9)にて2 DAYSワンマンライブ「聖域劇奏」を行う。現メンバーが揃った初のライブ。[6]

### 2017年
- 1月14日 - ESPエンタテインメント東京 12号館ホール Club 1ne 2wo にてUNDEAD CORPORATIONとのツーマンライブ「New Year Two Man Live」を行う。[6]
- 4月8日 - 初のMusic Video「Black Pentagram」をYouTubeに投稿。[6]
- 8月11日 - ライブ作品「LIVE 2017」をリリース。[6]

### 2023年
- 12月18日 - 15周年記念ワンマンライブ『Unlucky Morpheus Festive Overture』を川崎CLUB CITTA'にて開催[11]。

### 2024年
- 6月1日～11月16日 - 『Unlucky Morpheus 15th Anniversary Live Tour「REINCARNATION」』を開催。オープニングアクトとしてUnholy Orpheusが出演[3]。
- 7月31日 - テレビアニメ『なぜ僕の世界を誰も覚えていないのか?』オープニングテーマ「世界輪廻」を発売。Unlucky Morpheusがアニメ主題歌を手掛けるのはこれが初となる[12]。
- 9月1日 - 台⾵10号の影響により、同日に名古屋ReNYにて開催予定だった『Unlucky Morpheus 15th Anniversary Live Tour「REINCARNATION」』の名古屋公演を延期することを発表[13]。

### 2025年
- 3月5日 - Mリーグチーム「KADOKAWAサクラナイツ」のテーマソング「SAKURA chevalier」を発売[14]。

## ディスコグラフィ

### 音楽作品
|             | 発売日     | タイトル                                             | 規格品番                                                    | |
| ----------- | ---------- | ---------------------------------------------------- | ----------------------------------------------------------- | --- |
| Mini Album  | 2008.10.13 | Hypothetical Box                                     | ANKM-0000                                                   | 東方アレンジ |
| Full Album  | 2009.03.08 | REBIRTH                                              | ANKM-0001                                                   | 東方アレンジ |
| Full Album  | 2009.05.05 | So That A Star Shines at Night Sky                   | ANKM-0002                                                   | 君が望む永遠のアレンジ |
| Full Album  | 2009.07.19 | Amazement Park!!                                     | ANKM-0003                                                   | 東方アレンジ（ギターインスト） |
| Full Album  | 2009.08.30 | Jealousy                                             | ANKM-0004                                                   | 東方アレンジ |
| Full Album  | 2009.10.11 | Unbeatable Accomplice                                | ANKM-0005                                                   | 東方アレンジ (Unlucky Morpheus×AQUAELIE名義) |
| Full Album  | 2010.05.05 | Hypothetical Box ACT 2                               | ANKM-0006                                                   | 東方アレンジ |
| Full Album  | 2010.08.04 | 猫吟鬼嘯                                             | ANKM-0007                                                   | 東方アレンジ |
| LIVE CD     | 2011.05.08 | 冬の味覚食べ歩きファイナル～Lunatic East～LIVE CD    | ANKM-0009 ANKM-0010 ANKM-0011                               | 東方アレンジ |
| Full Album  | 2011.08.13 | HEAVY METAL BE-BOP                                   | ANKM-0012                                                   | 東方アレンジ（ギターインスト） |
| Full Album  | 2011.12.30 | Faith and Warfare                                    | ANKM-0013                                                   | 東方アレンジ（ギターインスト） |
| Full Album  | 2011.12.30 | U&I EUROBEAT REMIX                                   | ANKM-0014                                                   | 東方アレンジ（ユーロビート・リミックス） |
| Full Album  | 2012.08.11 | Parallelism・α                                       | ANKM-0015                                                   | 東方アレンジ＋オリジナル |
| Full Album  | 2012.12.30 | Parallelism・β                                       | ANKM-0016                                                   | 東方アレンジ＋オリジナル |
| Full Album  | 2013.08.12 | Best of Dramatic Melody                              | ANKM-0017                                                   | 東方アレンジ（ベストアルバム） |
| Mini Album  | 2013.12.30 | Miseria Kills Slaughterously                         | ANKM-0018                                                   | 東方アレンジ＋オリジナル |
| Full Album  | 2014.05.11 | Signs                                                | ANKM-0019                                                   | 東方アレンジ |
| Full Album  | 2014.08.16 | affected                                             | ANKM-0020                                                   | オリジナル |
| Full Album  | 2015.04.26 | VAMPIR                                               | ANKM-0021                                                   | オリジナル |
| Single      | 2015.08.14 | Wings                                                | ANKM-0022                                                   | オリジナル |
| Full Album  | 2015.12.30 | REBIRTH Revisited                                    | ANKM-0023                                                   | 東方アレンジ |
| EP          | 2016.12.29 | Black Pentagram                                      | ANKM-0024                                                   | オリジナル |
| LIVE CD     | 2017.08.11 | LIVE 2017 CD                                         | ANKM-0026                                                   | オリジナル |
| Single      | 2018.03.28 | CADAVER/REVADAC                                      | ANKM-0027                                                   | オリジナル |
| Full Album  | 2018.05.06 | Saireco Jealousy                                     | ANKM-0028                                                   | 東方アレンジ |
| LIVE CD     | 2018.08.10 | 奇跡の平日                                           | ANKM-0029                                                   | 東方アレンジ |
| Full Album  | 2018.09.19 | CHANGE OF GENERATION                                 | ANKM-0030                                                   | オリジナル |
| Full Album  | 2019.05.05 | 並行時空の音楽会                                     | ANKM-0031                                                   | 東方アレンジ |
| Full Album  | 2019.08.12 | Hypothetical Box ACT 3                               | ANKM-0033                                                   | 東方アレンジ |
| EP          | 2020.04.29 | 瀧夜叉姫                                             | ANKM-0035                                                   | オリジナル |
| Full Album  | 2020.07.29 | Unfinished                                           | ANKM-0036                                                   | オリジナル |
| Cover Album | 2021.01.27 | Loud Playing Workshop                                | ANKM-0037                                                   | QUADRATUM from Unlucky Morpheus名義 インストカバー                                                                                              |
| 配信Single  | 2021.09.12 | "M" Revolution                                       |                                                             | オリジナル |
| LIVE CD     | 2022.03.09 | "XIII" Live at Toyosu PIT CD                         | ANKM-0039 ANKM-0040                                         | オリジナル |
| Full Album  | 2022.04.27 | evolution                                            | ANKM-0041                                                   | オリジナル |
| LIVE CD     | 2023.03.08 | EVOLUTION & DIVERSITY LIVE 2022 at Zepp DiverCity CD | ANKM-0043 ANKM-0044                                         | オリジナル |
| CD          | 2024.05.29 | what is DEATH?                                       | ANKM-0045                                                   | Fuki以外のメンバーで結成したメロディック・デス・メタル・プロジェクト「Unholy Orpheus」名義のオリジナル・アルバム。Fukiも1曲ゲスト参加している。 |
| Single      | 2024.07.31 | 世界輪廻                                             | ANKM-0046（通常盤、CDのみ） ANKM-0047（豪華盤、CD+Booklet） | オリジナル |
| Single      | 2025.03.05 | SAKURA chevalier                                     | ANKM-0048                                                   | オリジナル |

### 映像作品
|          | 発売日     | タイトル                                                  | 規格品番  |              |
| -------- | ---------- | --------------------------------------------------------- | --------- | ------------ |
| LIVE DVD | 2011.05.08 | 冬の味覚食べ歩きファイナル～Lunatic East～LIVE DVD        | ANKM-0008 | 東方アレンジ |
| LIVE DVD | 2017.08.11 | LIVE 2017 DVD                                             | ANKM-0025 | オリジナル   |
| LIVE BD  | 2019.07.31 | CHANGE OF GENERATION TOUR FINAL                           | ANKM-0032 | オリジナル   |
| LIVE BD  | 2020.03.22 | Lunatic East 2019 TOUR FINAL                              | ANKM-0034 | 東方アレンジ |
| LIVE BD  | 2022.03.09 | "XIII" Live at Toyosu PIT Blu-ray                         | ANKM-0038 | オリジナル   |
| LIVE BD  | 2023.03.08 | EVOLUTION & DIVERSITY LIVE 2022 at Zepp DiverCity Blu-ray | ANKM-0042 | オリジナル   |

### 楽曲提供
| タイトル                   | 歌手名   | 備考 |
| -------------------------- | -------- | --- |
| U.F.O. -U Feel Overjoyed!- | 常闇トワ | 日清焼そばU.F.O.×常闇トワ「常闇トワのアクマ的濃い濃いうまい!」キャンペーン オリジナルソング。作詞をFuki、作曲を紫煉、演奏はUnlucky Morpheusが担当。2023年11月10日には、Unlucky Morpheusによるセルフカバー版のミュージック・ビデオが公式YouTubeチャンネルに公開された。 |

### タイアップ
| 年     | 曲名             | タイアップ                                                            |
| ------ | ---------------- | --------------------------------------------------------------------- |
| 2024年 | 世界輪廻         | テレビアニメ『なぜ僕の世界を誰も覚えていないのか?』オープニングテーマ |
| 2025年 | SAKURA chevalier | Mリーグチーム「KADOKAWAサクラナイツ」テーマソング                     |